# Царега
Царега (укр. Царега) — река, впадающая в Тилигульский лиман, расположенная на территории Веселиновского (Николаевская область), Березовского (Одесская область) и Березанского (Николаевская область, Украина) районов. 

## География
Длина — 46 км. Площадь бассейна — 657 км². Русло реки (отметки уреза воды) в среднем течении (село Ряснополь) находится на высоте 12,9 м над уровнем моря. Долина трапециеобразная, шириной 2 км, глубиной 20-40 м, изрезана ярами и промоинами. Пойма неширокая. Русло на протяжении всей длины пересыхает. На реке созданы пруды. Характерны весенние и летние паводки.
Используется для с/х нужд.
Берет начало в селе Подолье. Река течёт на юго-восток, юго-запад; истоки реки протекают по Веселиновскому району, затем река дважды пересекает административную границу (небольшие участки в Березовском и Веселиновском районах), далее большая часть — Березовскому, нижнее течение — Березанскому. Впадает в Тилигульский лиман южнее села Новопетровка. При впадении в лиман река образовывает залив (формой эстуарий), на берегу которого расположено село Ташино. 
Притоки: (от истока к устью) балка Царегол/Царега (левая), балка Фонтан (правый), безымянные балки
Населённые пункты (от истока к устью):
Веселиновский район
1. Новосветловка

Березовский район
1. Ульяновка
2. Ряснополь
3. Ивановка
4. Петровка

Березанский район
1. Люблино